# یوری لیوبیموف
یوری لیوبیموف (روسی: Ю́рий Петро́вич Люби́мов؛ ۳۰ سپتامبر ۱۹۱۷ – ۵ اکتبر ۲۰۱۴) بازیگر تئاتر، بازیگر سینما، کارگردان نمایش اهل روسیه بود. وی بین سال‌های ۱۹۳۵ تا ۲۰۱۴ میلادی فعالیت می‌کرد.
از فیلم‌ها یا برنامه‌های تلویزیونی که وی در آن نقش داشته است می‌توان به شاعر گلینکا اشاره کرد.
وی همچنین برندهٔ جوایزی همچون مدال دفاع از لنینگراد، نقاب زرین، مدال دفاع از مسکو و هنرمند مردمی روسیه شده است.